# Deaf International Basketball Federation
Il Deaf International Basketball Federation è l'organizzazione che governa il pallacanestro tra i campionati delle squadre dei sordi. Appartiene alle confederazioni di European Deaf Sport Organization (EDSO) ed International Committee of Sports for the Deaf (ICSD).

## Storia
Venne fondatas il 2 maggio 1988 tra un gruppo di atleti sordi. Partecipa agli Deaflympics, ossia le paralimpiadi con la sordità.

## Organizzazioni

### America
- United States of America Deaf Basketball (USADB, Stati Uniti d'America)

### Europa
- Lega Italiana Pallacanestro Sordi (LIPS, Italia)

### Oceania
- Deaf Basketball Australia (DBA, Australia)